# Obsolescència (informàtica)
En diversos camps, especialment en el de la informàtica, l'obsolescència és un terme que significa l'ús d'alguna terminologia, característica, disseny o pràctica, normalment perquè ha estat desplaçada per una altra o perquè es considera menys eficient o segura, sense eliminar-la del tot o prohibir-ne l'ús. Normalment, els materials obsolets no s'eliminen completament per assegurar la compatibilitat de llegat o pràctiques de suport, en cas de nous mètodes no funcionin en un entorn inusual.
També indica que una característica, disseny o pràctica serà treta o descontinuada en el futur.

## Programari
Mentre una característica de programari obsoleta romangui allà, el seu ús podria activar missatges d'alerta que recomani pràctiques alternatives. Un estat obsolet també podria indicar la característica que serà remoguda en el futur. Aquestes característiques que són obsoletes, més que ser remogudes immediatament, es mantenen com a compatibles cap enrere i per donar-li als programadors temps per portar el codi afectat a complir els nous estàndards.